# Chèvrefeuille du Japon
Lonicera japonica
Espèce
Classification phylogénétique

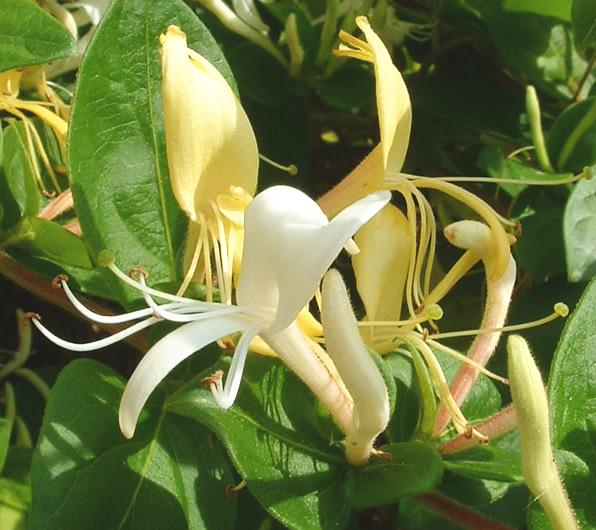
Les fleurs de la variété 'japonica' sont blanches puis jaunes.

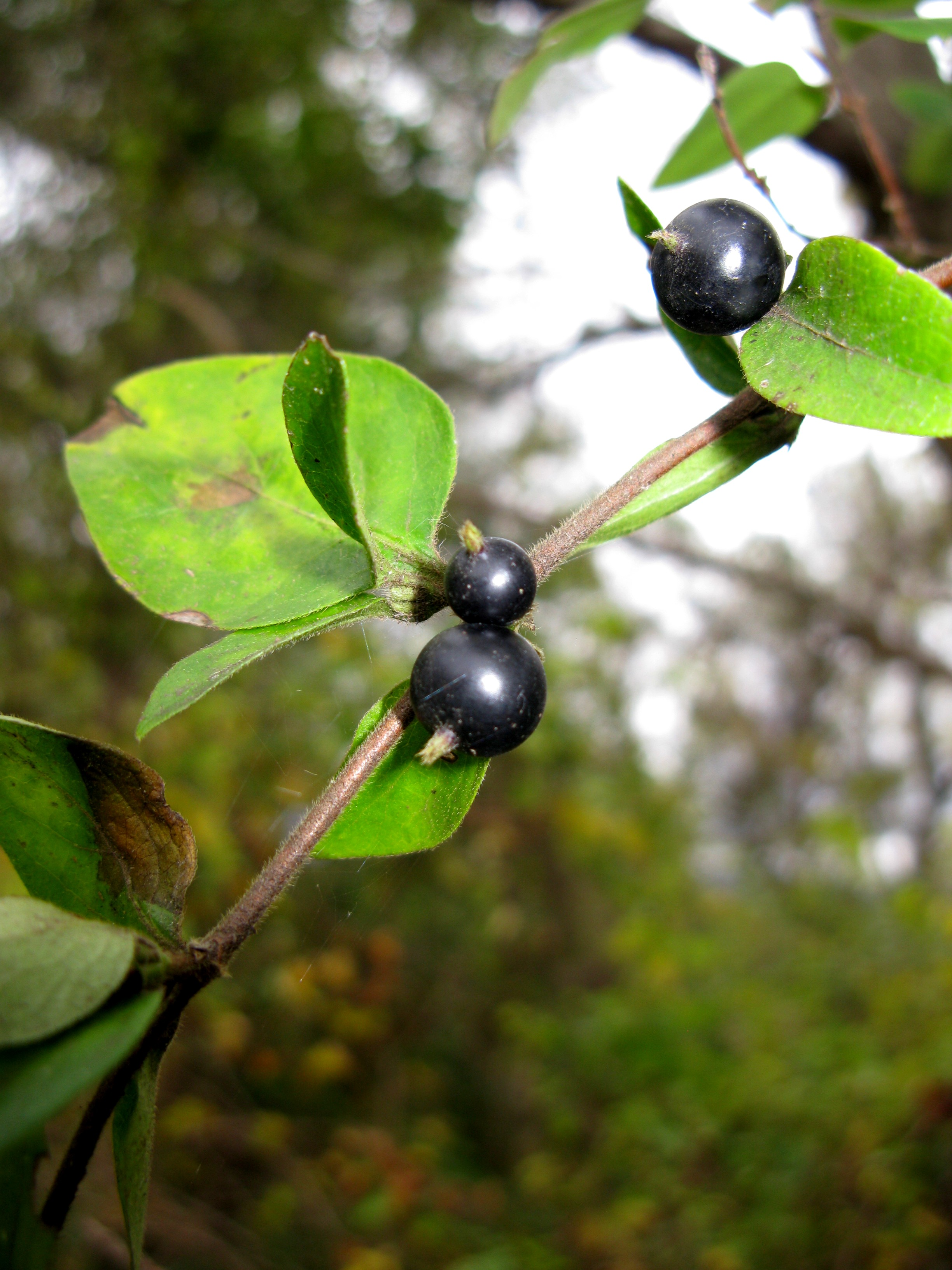
Fruits noirs et brillants de Lonicera japonica.

Le chèvrefeuille du Japon (Lonicera japonica) est une espèce de plantes à fleurs de la famille des Caprifoliacées. C'est une liane arbustive originaire de Chine, de Corée et du Japon. La variété 'Chinensis' dont les boutons floraux et le revers de la corolle sont pourpres, est vendue en jardinerie sous le nom de chèvrefeuille de Chine.
Lonicera japonica est une espèce cultivée comme plante ornementale dans de nombreuses régions du monde. C'est aussi une plante médicinale importante de la médecine chinoise traditionnelle qui est cultivée à ce titre en Asie Orientale.
Son feuillage est semi-persistant.

## Étymologie
Linné dédia le nom de genre Lonicera à Adam Lonitzer (Lonicerus), botaniste et mathématicien Allemand (1528-1586).
Le qualificatif d'espèce japonica « du Japon » vient du fait que le premier botaniste descripteur fut Thunberg lors d'un séjour qu'il fit au Japon en 1775-1776. Au début du XVIIe siècle, le Japon avait pris une série de mesures restreignant les échanges avec les étrangers. Seul le port de Nagasaki resta ouvert aux Hollandais et aux Chinois. Mais Carl Thunberg bien que d'origine suédoise put s'y rendre car il s'engagea comme médecin à bord d'un navire hollandais. En cette fin du XVIIIe siècle, la Chine menait une politique encore plus stricte de fermeture aux étrangers et ce n'est qu'au XIXe siècle que les premiers missionnaires botanistes ont pu parcourir le pays.
Dans sa région d'origine, ce chèvrefeuille se dénomme jīnyínhuā  金银花 (ou 忍冬 rendong) en chinois. Son nom japonais est suikazura (吸い葛 ou スイカズラ).

## Description
Lonicera japonica est une liane très vigoureuse, capable de monter jusqu'à 10 mètres de hauteur en s'accrochant aux arbres. Elle peut ainsi les étouffer en masquant les feuilles et bloquant ainsi la photosynthèse. C'est une plante sempervirente dans la partie sud de sa distribution et semi-sempervirente dans la partie nord. Les tiges deviennent creuses en vieillissant. Des poils raides, jaune brun, garnissent les rameaux, les pétioles et les pédoncules.
Ses feuilles brièvement pétiolées, simples, ovales, opposées, mesurent 3 à 8 cm de long sur 2 à 3 cm de large. La base est arrondie à subcordée, la marge ciliée et l'apex acuminé. Les jeunes feuilles sont pubescentes.
Ses fleurs blanches virant au jaune sont parfumées. Son nom en chinois jinyinhua, morphologiquement « fleur or-argent », évoque ces coloris. Elles sont groupées par deux. Les bractées sont semblables à des feuilles, ovales à elliptiques, de 1-3 cm de long. Le tube du calice est conique et pubescent. La corolle bilabiée fait de 3 à 5 cm. Cinq étamines exsertes entourent le style.
La floraison a lieu de mai à septembre.
Le fruit est une baie globuleuse, noir bleuté à maturité, brillante, de 5 à 8 mm de diamètre contenant de nombreuses graines brunes.
Pour ne pas confondre Lonicera japonica avec un autre chèvrefeuille, on remarquera que le tube de la corolle est allongé, et que les feuilles sont persistantes et non soudées à la base.

## Synonymes
D'après GRIN les synonymes sont :
- (≡) Lonicera aureoreticulata T. Moore (basionyme)
- (=) Lonicera japonica var. aureoreticulata (T. Moore) G. Nicholson

## Variétés
- L. japonica var. japonica :  corolle blanche, devenant jaune-blanchâtre
- L. japonica var. chinensis : corolle pourpre à l'extérieur, blanche à l'intérieur.

## Distribution et habitat
Ce chèvrefeuille est originaire de Chine, de Corée et du Japon. Il est très largement réparti en Chine, sauf dans le nord et l'ouest.
Il croît dans les fourrés, des lieux rocailleux, les lisières et le bord des routes.
Il a été importé comme plante ornementale dans de nombreux pays du monde où il s'est échappé des jardins et s'est naturalisé. Il croît en zone tempérée et subtropicale.
Cette espèce à croissance rapide s'est naturalisée en Afrique du Sud, dans l'île de Madère, en Australie, en Nouvelle-Zélande, Royaume-Uni, États-Unis, et en Amérique du Sud. En France, il est aussi devenu subspontané et s'est même naturalisé, surtout dans le Midi et dans l'Ouest où il envahit les haies.
C'est aujourd'hui une plante envahissante sur la côte sud-est d'Amérique du Nord, en Australie, en Nouvelle-Zélande et en Europe centrale et du Sud-Est.
Elle semble notamment profiter des lisières artificielles pour se propager le long des routes et pistes forestières.

## Constituants bioactifs de la fleur
L'analyse par chromatographie GC-MS des composants volatils de fleurs de Lonicera japonica a révélé 150 composés, comprenant 36 hydrocarbures, 28 alcools, 21 aldéhydes, 12 cétones, 38 esters et 15 composés divers (Ikeda et al. (2009), Shang et al. (2011)).
Les principaux composés actifs se rassemblent en quatre grandes classes :
1. des huiles essentielles : principes volatils à odeur caractéristique ;
2. les composés phénoliques : quelques acides-phénols, une grande richesse d'acides chlorogéniques et des flavonoïdes qui sont essentiellement des flavones et des flavonols. Ils sont connus pour leur activité antioxydante ;
3. des glycosides d'iridoïdes ;
4. des saponosides triterpéniques.

Sur un pied de chèvrefeuille, la fleur épanouie émet l'odeur la plus forte au milieu de la nuit. Les composants volatils caractéristiques sont le linalol (à odeur de muguet), le (Z)-jasmone (à odeur de jasmin), le (Z)-jasmin lactone, le jasmonate de méthyle et l'épi-jasmonate de méthyle.
La composition de l'huile essentielle augmente progressivement durant les mois de juin-juillet-août. Pour ce dernier mois, on trouve 7,92 % de linalol, 7,67 % de phtalate de dibutyle, et 6,67 % de carvacrol (arôme chaud d'origan).
L'analyse par chromatographie HPLC-MS des constituants bioactifs des boutons floraux de huit espèces différentes de chèvrefeuille chinois (dont L. japonica) indique que ce sont en premier, les acides organiques qui sont aux plus fortes concentrations, suivis par les glycosides d'iridoïdes et les saponines et en dernier, que les flavonoïdes ont la concentration la plus faible,.
- Polyphénols

La teneur en acide chlorogénique (1 245 mg/100 g) est remarquablement élevée, beaucoup plus que pour l'artichaut cru (202 mg/100 g) qui est le légume commun le plus riche en cet acide, mais moindre que dans les grains de café non torréfiés (5-10 % soit 5 000 à 10 000 mg/100 g). La concentration en acides dicaféylquiniques est encore plus élevée, si bien que les acides hydroxycinnamiques représentent plus de 97 % de la totalité des polyphénols.
| Acides phénols : ACIDES HYDROXYCINNAMIQUES, en mg/100 g | |                                                       |
| acide caféique : 6,5 caféate de méthyle                 | |                                                       |
| Acides chlorogéniques                                   | |                                                       |
| acide chlorogénique : 1 245,01                          | acide 3,5-O-dicaféylquinique : 544,12                                                                                                  | acide 3,4-O-dicaféylquinique : 336,46                 |
| acide 3-O-caféylquinate de méthyle : 1,16               | acide isochlorogénique, 5-O-caféylquinique, 4-O-caféylquinique, 3-O-férulylquinique, 4-O-férulylquinique ; 3-O-caféylquinate de butyle | acide 4,5-O-dicaféylquinique, 1,3-O-dicaféylquinique, |

| FLAVONOIDES, en mg/100 g | |
| FLAVONES Lutéolol : 15,13 Chrysoériol Hydnocarpine Chrysine (5,7 dihydroxyflavone) Ochnaflavone | FLAVONOLS Quercétol : 2,10 Kaempférol : 3,53 Apigénol Rhamnétine (7-méthoxyquercétol) |
| HETEROSIDES DE FLAVONES lonicérine (lutéolol 7-O-rutinoside) : 63,16 lutéolol 7-O-glucoside : 22,10 tricine 7-O-glucoside : 1,00 chrysoériol 7-O-néohespéridoside lutéolol 7-O-galactoside chrysoériol 7-O-glucopyranoside diosmétine (lutéolol 4'-méthyl éther) | HETEROSIDES DE FLAVONOLS rutoside : 17,93 hyperoside (quercétol 3-β-galactopyranoside) : 12,06 quercétol 3-glucopyranoside : 7,02 kaempférol 3-O-hexoside : 13,23 kaempférol 3-O-rutinoside : 1,92 apigénol 7-O-hexoside : 0,97 isorhamnétine 3-O-glucoside : 2,49 isorhamnétine 3-O-rutinoside rhoifoline (apigenine-7-O-néohesperidoside) |

Acide chlorogénique, un ester de l'acide caféique et de l'acide quinique

L'extrait à l'éthanol de fleurs de Lonicera japonica possède in vitro une forte activité antioxydante et une bonne capacité à piéger les radicaux DPPH•.
L'acide chlorogénique (5-ACQ), comme tous les polyphénols, possède une activité antioxydante capable de prévenir ou ralentir l'oxydation des lipides. Une étude in vitro a montré que l'acide chlorogénique protégeait contre l'oxydation du LDL, une première étape dans la formation de la plaque d'athérome.
La teneur en flavonoïdes bien que bien moindre que celle des acides hydroxycinnamiques, est quand même appréciable pour les hétérosides de flavones et de flavonols. Et c'est elle qui semble être déterminante, puisque Seo et al. ont montré que l'activité antioxydante des fleurs de L. japonica était associée avec la concentration en flavonoïdes minoritaires plutôt qu'avec les acides hydroxycinnamiques majoritaires. Ce qui se comprend quand on sait que la capacité antioxydante des flavonoïdes (en raison de la double liaison C2-C3 sur le pont entre les deux cycles) est supérieure à celle des autres composés phénoliques.
D'après les mesures de la capacité antioxydante d'extraits au méthanol de plantes médicinales chinoises (Cai et al., 2004), la capacité de la fleur de chèvrefeuille du Japon est du même ordre de grandeur que celle du lyciet Lycium barbarum (goji) mais très en dessous de celle de la rhubarbe Rheum officinale.
| Capacité antioxydante et phénols, d'après Cai et al., 2004 |                 |                          |              |
| Plante                                                     | Partie utilisée | TEAC μmoltrolox/100 g DW | Phénol total |
| Rheum officinale                                           | Racine          | 2 108,6                  | 8,37         |
| Lonicera japonica                                          | Bouton floral   | 589,1                    | 3,63         |
| Lycium barbarum L.                                         | Fruit           | 490,8                    | 2,58         |

Parmi les composés phénoliques du bouton de L. japonica, le lutéolol (lutéoline) manifeste une activité inhibitrice significative de la 5-lipoxygénase, une enzyme qui catalyse la production de leucotriène. Au sein des nombreuses molécules impliquées dans la réponse inflammatoire, les leucotriènes sont des médiateurs importants dans l'apparition des réactions allergiques aussi les inhibiteurs de la 5-lipoxygénase pourraient jouer un rôle complémentaire de celui des corticoïdes dans le traitement de l'asthme.
- Glycosides d'iridoïdes

Loganine ou loganoside

Durant les dernières décennies, plus de 30 iridoïdes ont été trouvés dans Lonicera japonica. Les iridoïdes sont des monoterpènes caractérisés par un squelette cyclopenta[c]pyranique en C10. Lorsque le noyau cyclopentanique est ouvert par rupture de la liaison 7,8, leur nom est en général préfixé par seco-. En majorité, ils existent sous forme d'hétérosides d'iridoïdes.
Certains iridoïdes exercent une action anti-inflammatoire : 1 mg de loganoside a une activité presque similaire à celle de 0,5 mg d'indométacine sur l’œdème de l'oreille de la souris induit par la TPA
| IRIDOIDES de fleur de L. japonica, en mg/100 g, d'après Ren et al. et Shang et al. |                         |                           |
| loganoside : 279,03                                                                | secoxyloganine : 255,10 | 7-epi-vogeloside : 10,06  |
| sweroside : 366,80                                                                 | centauroside : 11,29    | 7-diméthyl-secologanoside |
| 7-O-éthyl sweroside, secologanine, kingiside, ketologanine, 7-α/β-morroniside      |                         |                           |
| lonijaposide A, B, C, D, E, F, H, I, J, K, L                                       |                         |                           |

- Saponosides à génine triterpénique

En 2011, on comptait une trentaine de saponines (ou saponosides) identifiées dans Lonicera japonica.
La plupart de ces saponosides sont formés sur des triterpènes caractérisés par des squelettes pentacycliques en C30, de type oléanane et hederagénine. Ils sont qualifiés de « saponines » car une fois dissout dans l'eau, ils donnent des solutions moussantes.
Lorsque la génine ne comporte qu'une chaîne d'oses fixée en C3, on parle de monodesmosides. Lorsqu'en plus de l'oligoside fixée en C3, il existe une deuxième chaîne osidique liée à la génine par une liaison ester avec le carboxyle en C28, on parle alors de bidesmosides. Les oses constitutifs peuvent être des D-glucose, D-galactose, L-arabinose, L-rhamnose, D-xylose et D-fructose.
| Saponosides triterpéniques de fleur de L. japonica, en mg/100 g, d'après Ren et al. et Shang et al. | | |
| \| \| R=CH3 : acide oléanolique \| \| R=CH2OH : hédéragénine \| \|                                  | | |
| oléanane                                                                                            | 3-O-α-L-arabinopyranosyl-28-O-[β-D-glucopyranosyl(1→6)-β-D-glucopyranosyl] oleanolic acid                            | 3-O-α-L-arabinopyranosyl-28-O-[β-D-glucopyranosyl(1→6)-β-D-glucopyranosyl] oleanolic acid |
| oléanane                                                                                            | 3-O-[α-L-rahmnopyranosyl(1→2)-α-L-arabinopyranosyl]-28-O-[β-D-glucopyranosyl(1→6)-β-D-glucopyranosyl] oleanolic acid | |
| hederagénine                                                                                        | monodesmosides | 3-O-[α-L-rahmnopyranosyl(1→2)-α-L-arabinopyranosyl]-28-O-β-D-glucopyranosyl hederagenin |
| hederagénine                                                                                        | bidesmosides | 3-O-α-L-rhamnopyranosyl-(1→2)-α-L-arabinopyranosyl hederagenin 28-O-β-D-xylpyranosyl(1→6)-β-d-glucopyranosyl ester Loniceroside C=3-O-β -D-glucopyranosyl hederagenin 28-O-α-L-rhamnopyranosyl (1→2)-[β-D-xylopyranosyl(1→6)]-β-D-glucopyranosyl ester Lonicerosides A, B, C, D, E |
| | bidesmosides | R=CH3 : acide oléanolique |
| R=CH2OH : hédéragénine                                                                              | | |

La loniceride C a manifesté in vivo une activité anti-inflammatoire contre l’œdème de l'oreille de souris.

## Utilisations

### Plante ornementale
Lonicera japonica est une liane grimpante vigoureuse qui offre des fleurs intensément parfumées du printemps à la fin de l'été. Elle apprécie un emplacement à mi-ombre ou au soleil. C'est une liane très vigoureuse, idéale pour couvrir une tonnelle, une pergola ou un grillage le long d'un mur. Comme elle peut devenir envahissante, il est recommandé de la tailler après floraison pour limiter son développement.
Le chèvrefeuille du Japon est une plante rustique, résistant à -15 °C mais qui peut être attaquée par les pucerons.
Les variétés cultivées sont : :
- L. japonica 'Halliana' ;
- L. japonica 'Chinensis', aux fleurs pourpres et crèmes ;
- L. japonica 'Aureoreticulata', au feuillage panaché ;
- L. japonica 'Hall's Prolific', aux fleurs particulièrement parfumées.

### Plante médicinale
Flos Lonicerae, obtenue à partir des fleurs et des boutons floraux de Lonicera japonica Thunb. est une herbe médicinale communément utilisée par la médecine traditionnelle chinoise. Les fleurs et boutons sont cueillis l'été et séchés à l'ombre. Flos Lonicerae peut être utilisée seule sous forme de macération alcoolique avec de la réglisse (忍冬酒, rěndōng jiǔ, « vin de chèvrefeuille ») ou de pommade (忍冬膏, rěndōng gāo, « pommade de chèvrefeuille ») ou être combinée avec plusieurs autres plantes.
Le chèvrefeuille est cultivé à grande échelle comme plante médicinale dans plusieurs régions de Chine (dans les districts de Longhui au Hunan, de  Fengqiu au Henan, de Pingyi et de Fei au Shandong).
L'utilisation du chèvrefeuille est mentionnée dans le classique de la pharmacopée Diannan bencao 《滇南本草》 Materia medica du sud Yunnan, publié par Lan Mao (zh) (兰茂) en 1370 (Dynastie Ming). On y trouve la série de brèves formules aphoristiques qui seront reprises au cours des siècles suivants« Saveur amer, nature froide. Évacue la chaleur, réduit les abcès... »,. Par exemple, plus tard, le  Benjing feng yuan《本经逢原》 1695, indique : « Le chèvrefeuille élimine les toxines, chasse le pus, draine et renforce le Centre », (le Centre est formé de la rate et de l'estomac).
Lonicera japonica est inscrit depuis 1995 à la Pharmacopée de la République Populaire de Chine,. Il entre dans la composition de plus de 500 prescriptions médicinales traditionnelles. Des études pharmacologiques ont montré qu'il avait un large spectre d'activité (antibactérienne, anti-inflammatoire, antiviral, antipyrétique etc.).
Dans les termes de la pharmacopée traditionnelle chinoise contemporaine (2008), Flos Lonicerae se caractérise par : 

- Fonctions : évacue la chaleur et les toxines; élimine le vent-chaleur et la chaleur d'été

- Indications : refroidissement par vent-chaleur; fièvre, soif, infections ORL; entérite, dysenterie, abcès cutané
Lors de l'épidémie de SRAS qui a sévi en Chine en 2003, les spécialistes chinois ont mis au point une formule de prévention à base Flos Lonicerae qui reçut l'agrément du Ministère de la Santé chinois.

### Alicaments: boisson, tisane
L. japonica sert à confectionner une boisson rafraîchissante consommée en Chine et en Corée lors des fortes chaleurs d'été[réf. nécessaire]. Suivant les médecins chinois, cette boisson qui « élimine la chaleur » (dans le sens yang de la médecine chinoise, pas de la température externe). Elle est donc notamment consommée lors des périodes froides pour éliminer certains problèmes ORL (voir plus haut).